# Remigiusz Popowski
Remigiusz Popowski (ur. 10 marca 1936 w Jasionnej, zm. 15 maja 2014 w Lublinie) – polski duchowny katolicki, salezjanin, profesor nauk humanistycznych, językoznawca specjalizujący się w greckim języku biblijnym.

## Życiorys
W 1953 złożył pierwsze śluby czasowe w zgromadzeniu salezjanów w Czerwińsku nad Wisłą. W 1962 otrzymał święcenia kapłańskie. Pięć lat później ukończył studia z zakresu filologii klasycznej na Katolickim Uniwersytecie Lubelskim. Od 1967 do 1969 pracował jako nauczyciel w seminarium duchownym w Czerwińsku nad Wisłą, następnie został asystentem na KUL. Na tej uczelni zajmował kolejne stanowiska, uzyskując w 1999 nominację na profesora zwyczajnego.
W 1974 obronił doktorat, w 1985 habilitował się. Oba stopnie naukowe uzyskiwał na Uniwersytecie Wrocławskim. W 1996 otrzymał tytuł naukowy profesora nauk humanistycznych. Specjalizował się w zakresie filologii klasycznej, językoznawstwa greckiego oraz literatury greckiej epoki cesarstwa rzymskiego.
Na KUL pełnił funkcję pełnomocnika rektora ds. nauczania języków obcych (1977–1983), prodziekana (1989–1993) i następnie (do 1999) dziekana Wydziału Nauk Humanistycznych. W 1994 powołano go na kierownika Katedry Języka i Literatury Greckiej Późnego Antyku. Stanowisko to zajmował do chwili przejścia na emeryturę (z dniem 1 października 2006).
W latach 90. pełnił funkcję zastępcy przewodniczącego Komitetu Głównego Olimpiady Języka Łacińskiego. Był członkiem redakcji naczelnej Encyklopedii Katolickiej oraz redakcji "Roczników Humanistycznych". W 2000 został członkiem Komitetu Nauk o Kulturze Antycznej Polskiej Akademii Nauk. Był także członkiem Towarzystwa Naukowego KUL, Lubelskiego Towarzystwa Naukowego, Polskiego Towarzystwa Filologicznego, Polskiego Towarzystwa Językoznawczego i Polskiego Towarzystwa Językoznawstwa Kognitywnego. Odznaczony Krzyżem Kawalerskim (2000) i Oficerskim (2009) Orderu Odrodzenia Polski. W 2011 otrzymał medal za zasługi dla KUL. W 2014 Stowarzyszenie Wydawców Katolickich uhonorowało go nagrodą Diamentowego Feniksa za „niezwykle obszerny i unikatowy pod względem jakości warsztatu dorobek translatorski, w tym za najnowszy przekład Septuaginty jako opus vitae laureata”.
Opublikował szereg prac poświęconych językoznawstwu greckiemu, w szczególności dotyczących słowotwórstwa i języka Nowego Testamentu. Był współautorem interlinearnego Grecko-polskiego Nowego Testamentu (1994), zaś w 2000 opublikował Nowy Testament w przekładzie na Wielki Jubileusz Roku 2000. W 2013 w ramach Prymasowskiej Serii Biblijnej wydał pierwszy pełny przekład na język polski Septuaginty – greckiej wersji Starego Testamentu. Był także autorem przekładu Obrazów Filostrata Starszego oraz kilkudziesięciu rozpraw naukowych.

## Wybrane publikacje
- Struktura semantyczna neologizmów w listach św. Pawła z Tarsu, Lublin 1978.
- Imperatiwus na tle indikatiwu w listach Pawła z Tarsu, Lublin 1985.
- Miłować Boga całym sercem. Rozważania, Warszawa 1988.
- Z Chrystusem w drogę (współautor), Warszawa 1990.
- Grecko-polski Nowy Testament (współautor), Warszawa 1994.
- Wielki słownik grecko-polski Nowego Testamentu, Warszawa 1995.
- Nowy Testament. Przekład na Wielki Jubileusz Roku 2000, Warszawa 2000.
- Filostrat Starszy, Obrazy (przekład, wstęp, komentarze i przypisy), Warszawa 2004.
- Formacja ludzka powołanych do kapłaństwa (współautor), Lublin 2006.
- Grecko-polski słownik syntagmatyczny Nowego Testamentu, Warszawa 2008.
- Nowy Testament dla moderatorów (przekład i przypisy), Warszawa 2008.
- Septuaginta czyli Biblia Starego Testamentu wraz z księgami deuterokanonicznymi i apokryfami (przekład, wstęp i przypisy), Warszawa 2013.
- Onomastykon Septuaginty, Warszawa 2013.